# Agasicles hygrophila
Agasicles hygrophila là một loài bọ cánh cứng trong họ Chrysomelidae. Loài này được sử dụng làm thiên địch của các loài thực vật sống dưới nước có độc như cỏ alligator (Alternanthera philoxeroides).
Đây là loài bản địa của Nam Mỹ nhưng nó đã được mang đến một số nơi có nhiều loài cỏ alligator. Con trưởng thành dài 5 mm và có các dải màu đen -vàng trên cánh của nó. Con cái đẻ khoảng 1.000 trứng trong sáu tuần sống của nó.

## Hình ảnh

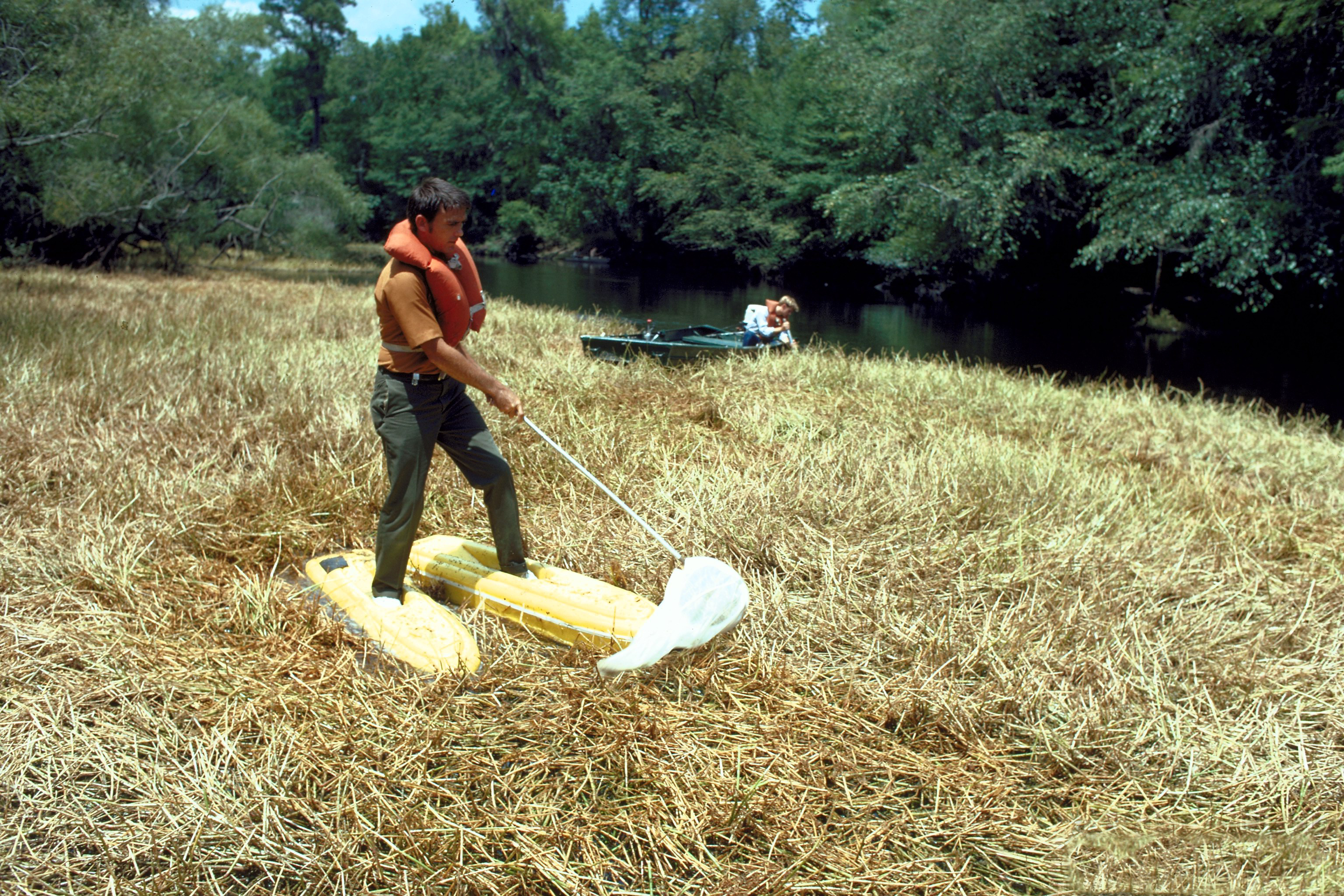